# Joel Deleōn
Joel Pimentel de León (Hesperia, California, 28 de febrero de 1999), conocido artísticamente como Joel Deleōn, es un cantante estadounidense.Fue miembro del grupo CNCO hasta su salida en mayo de 2021.

## Trayectoria

### 2015–2021:La Banday CNCO
Deleōn saltó a la fama con su nombre Joel Pimentel en 2015 al participar en la primera temporada del programa de telerrealidad La Banda, programa fue creado para encontrar la próxima boyband latina, con los jueces Ricky Martin, Alejandro Sanz y Laura Pausini. Se presentó con la canción «Cien ovejas», que no le favoreció inicialmente; sin embargo, los jueces le permitieron que cantara otra canción, la cual fue «I See Fire» de Ed Sheeran. Una vez aceptado, se sometió a numerosas pruebas musicales, junto con múltiples participantes de origen latino. Así, el 13 de diciembre de 2015, en la gran final del programa, se formó la boy band CNCO, integrada por Pimentel, Christopher Vélez, Richard Camacho, Erick Brian Colón y Zabdiel de Jesús.
El 9 de mayo de 2021, Pimentel anunció su salida del grupo, citando deseos de «crecer y explorar nuevos espacios artísticos».

### 2019–presente: Carrera como solista
Pimentel hizo una aparición en el video de «No soy yo», tema de la cantante argentina Emilia Mernes y el rapero puertorriqueño Darell, junto a Oriana Sabatini y Johann Vera.
Eligió usar su apellido materno, Deleōn, en honor a su abuelo, quien le enseñó a cantar e inició su amor por la música. Lanzó su sencillo debut como solista «La Culpa»  el 21 de octubre de 2021.
Su segundo sencillo, «Coco», fue lanzado el 27 de enero de 2022. El 16 de diciembre lanzó "Idk y",
El 9 de mayo de 2023 toma la decisión de poner en pausa su carrera musical debido a problemas con su discográfica. Tiempo después, el 25 de octubre vuelve a la música esta vez de manera independiente, lanzando un nuevo sencillo titulado «Blue». [cita requerida] el 17 de noviembre sale «Reggaeton viejo».  El 30 de noviembre sale  su primer EP «¿Ahora me escuchan?», este EP contiene seis canciones, incluyendo los dos sencillos anteriores y cuatro nuevas: «Yo-shi», «No te veo :/», «Sexo y ya», y «Ponte».

## Discografía
| Sencillos - «La culpa» (2021) - «Coco» (2022) - «Idk y» (2022) - «Blue» (2023) |

| EP - «¿Ahora me escuchan?»(2023) |